# لجأة ردلي الزيتونية
لجأة ردلي الزيتونية هي نوعٌ من السلاحف البحرية متوسطة الحجم التي تقطن مياه المحيطين الهادئ والهندي الدافئة والمدارية. تنتمي هذه السلاحف إلى جنس لجأة ردلي وفصيلة السلاحف البحرية.

## الوصف
تعد لجأة ردلي الزيتونية لجأةً صغيرة الحجم، إذ يتراوح طول البالغة منها من 60 إلى 70 سنتيمتراً. لدى هذه السلاحف أصدافٌ بشكل القلب، عليها نمطٌ من أربع أزواجٍ من الحراشف على جانبها العلويّ، وتسعة حراشف أخرى على أطرافها، إلا أنَّها تمتاز بأن حراشها الطرفية غير متناظرةٍ وقد تتراوح في عددها من خمسةٍ إلى تسعة على كل جانب، إلا أنَّها في الغالب تكون بين الستة والثمانية.

## الانتشار
تعيش لجأة ردلي الزيتونية في معظم أنحاء العالم، إذ المياه المدارية والدافئة المُمتدَّة من المحيط الهادئ إلى الهندي، من شواطئ شبه الجزيرة العربية والهند واليابان وميكرونيزيا إلى جنوب أفريقيا وأستراليا ونيوزيلندا. كما سُجَّلت في مناطق مختلفةٍ بالمحيط الأطلسي، من سواحل أفريقيا الغربية إلى البرازيل وغيانا الفرنسية وسورينام وغيانا وفنزويلا، فضلاً عن البحر الكاريبي وشمالاً حتى بورتوريكو. وتقطن كذلك شرقيَّ الهادئ من تشيلي وجزر الغالاباغوس جنوباً إلى خليج كاليفورنيا وأوريغون. لم تُدرَس حركات هجرة هذه السلاحف بدقَّة مثل السلاحف البحرية الأخرى، إلا أنَّه يعتقد أنها تقطن أو تزور سواحل أكثر من 80 دولةً حول العالم.